# Bratčice (Boemia centrale)
Bratčice è un comune della Repubblica Ceca facente parte del distretto di Kutná Hora, in Boemia Centrale.